# Bliskoistočno bojište u Prvom svjetskom ratu
Bliskoistočno bojište u Prvom svjetskom ratu obuhvaća ratna djelovanja između 29. listopada 1914. i 30. listopada 1918. godine.
S jedne strane bilo je Osmansko Carstvo (uključujući Kurde i neka arapska plemena), uz određenu pomoć drugih Centralnih sila; a s druge strane, Britanci (uz pomoć Židova, Grka, Asiraca i većine Arapa, zajedno s Indijcima Britanskoga Carstva), Rusi (uz pomoć Armenaca) i Francuzi, koji su svi zajedno činili Savezničke sile. Bilo je pet glavnih vojnih operacija: sinajska i palestinska, mezopotamijska, kavkaska, perzijska i galipoljska vojna operacija. Bilo je i nekoliko manjih vojnih operacija: senuska, arapska i južnoarapska vojna operacija.
Obje strane koristile su lokalne asimetrične sile na tim područjima. Na savezničkoj strani bili su Arapi koji su sudjelovali u Arapskom ustanku i armenska policija, koja je sudjelovala u armenskom otporu tijekom genocida nad Armencima. Zajedno s armenskim dobrovoljačkim jedinicama, armenska policija oformila je armenski korpus Prve Republike Armenije 1918. godine. Pored toga, Asirci su se pridružili Saveznicima nakon genocida nad Asircima, što je potaklo Asirski rat za nezavisnost. Osmanlije su imale podršku: Kurda (do 1915.), Čerkeza, Čečena i niza iranskih, arapskih i berberskih grupa. Ovo bojište pokrivao je najveći teritorij svih bojišta u Prvom svjetskom ratu.
Rusko sudjelovanje završilo je kao rezultat primirjem iz Erzincana 5. prosinca 1917., nakon čega se revolucionarna ruska vlada povukla iz rata pod uvjetima iz Brest-litovskog sporazuma 3. ožujka 1918. Armenci su prisustvovali Trabzonskoj mirovnoj konferenciji 14. ožujka 1918., koja je 4. lipnja 1918. rezultirala ugovorom iz Batuma. Osmanlije su 30. listopada 1918. prihvatile primirje iz Mudrosa i potpisale mirovni ugovor u Sèvresu 10. kolovoza 1920. i kasnije ugovor iz Lausanne 24. srpnja 1923. godine.